# ستيوارت بانس
ستيوارت بانس (بالإنجليزية: Stuart Bunce)‏ هو ممثل بريطاني، ولد في 21 أكتوبر 1971 في بكنهام ‏ في المملكة المتحدة.

## أعمال

### أفلام
- (1995) أول فارس[2]

## وصلات خارجية
- ستيوارت بانس على موقع IMDb (الإنجليزية)
- ستيوارت بانس على موقع ألو سيني (الفرنسية)
- ستيوارت بانس على موقع أول موفي (الإنجليزية)
- ستيوارت بانس على موقع قاعدة بيانات الفيلم (الإنجليزية)
- ستيوارت بانس على موقع كينوبويسك (الروسية)